# 今井清輔
今井 清輔（いまい きよすけ、1934年11月14日 - ）は元パナソニック電工代表取締役相談役。広島県出身。趣味・特技はアマゴ釣り、ランプ収集、絵画鑑賞。

## 経歴・人物
1958年に山口大学経済学部経営学科を卒業と同時に松下電工に入社。マーケティング部長、広報部長を経て、1989年に取締役に就任。経営企画室長も務め、1991年に常務取締役、1992年に代表取締役副社長を経て、1994年2月に代表取締役社長に就任。その間に大阪工業会副会長も務めた。2000年2月に代表取締役会長に退き、2003年12月1日に代表取締役相談役に退く。

## 経営について
- 『編集長インタビュー　３０２　松下電工社長　今井清輔』(週刊ダイヤモンド　1999年6月19日) [1]